# Alberto Francesco d'Asburgo-Teschen
Alberto Francesco Giuseppe Carlo Federico Giorgio Maria Umberto arciduca e principe imperiale d'Austria, principe reale di Ungheria e Boemia, duca di Teschen (in tedesco: Albert Franz Josef Karl Friedrich Georg Maria Hubert von Österreich-Toskana, Herzog von Teschen; Vienna, 24 luglio 1897 – Buenos Aires, 23 luglio 1955) è stato un membro della Casa d'Asburgo e titolare pretendente al titolo legato Ducato di Teschen.

## Biografia
L'arciduca Alberto Francesco nacque a Vienna, unico figlio maschio dell'Arciduca Federico, Duca di Teschen (1856-1936), (figlio dell'arciduca Carlo Ferdinando d'Austria e dell'arciduchessa d'Austria Elisabetta Franziska) e di sua moglie, la principessa Isabella di Croÿ, (figlia di Rodolfo, duca di Croÿ e della principessa Natalie di Ligne).

### I Matrimoni
Il 16 agosto 1930 Alberto Francesco sposò con un matrimonio morganatico, a Brighton, Irene Dora Lelbach (1897 - 1985), figlia di Johann Lelbach e Ilma Skultety. Non ebbero figli. Divorziarono il 1º giugno 1937.
Sposò in seconde nozze, il 7 maggio 1938 a Budapest, Katalin Bocskay de Felso-Banya (1909 - 2000), figlia di Béla Bocskay de Felso-Banya e Eszter Farkas. Ebbero due figlie, che secondo le regole dei matrimoni morganatici, non ereditano il titolo del loro padre. Il capo della dinastia Ottone d'Asburgo-Lorena concesse il titolo di contessa von Habsburg. Divorziarono nel 1951.
Sposò in terze nozze, nel 1951 a Buenos Aires, Lydia Strauss-Dorner, figlia di Bela Dorner e Mitzy. Ebbero un figlio.

### La Morte
L'arciduca morì il 23 luglio 1955 a Buenos Aires. Le sue ceneri sono state collocate nella cappella del Castello di Halbturn nel Burgenland.

## Discendenza
Alberto Francesco e Katalin ebbero due figlie:
- Carlotta Isabella Maria Cristina Caterina Ester Pia, contessa von Habsburg (3 marzo 1940), sposò nel 1967 Ferdinando Giuseppe Wutholen, ebbero figli;
- Ildiko Caterina Isabella Enrichetta Alice Maria, contessa von Habsburg (19 febbraio 1942), sposò nel 1963 in prime nozze Giuseppe J. Calleja, ebbero figli, divorziarono nel 1978. Sposò in seconde nozze, nel 1982, Terry D. Fortier, ebbero figli.

Alberto Francesco e Lydia ebbero un figlio:
- Rodolfo Stefano von Habsburg (1951).

## Ascendenza
|                                       |                         |                                             | Genitori                                      |  |  | Nonni |  |  | Bisnonni                |  |  | Trisnonni                    |  |
|                                       |                         |                                             |                                               |  |  |       |  |  | Carlo d'Asburgo-Teschen |  |  | Leopoldo II d'Asburgo-Lorena |  |
|                                       |                         |                                             |                                               |  |  |       |  |  | Carlo d'Asburgo-Teschen |  |  | Leopoldo II d'Asburgo-Lorena |  |
|                                       |                         | Maria Luisa di Borbone-Spagna               |                                               |  |  |       |  |  | Carlo d'Asburgo-Teschen |  |  |                              |  |
| Carlo Ferdinando d'Asburgo-Teschen    |                         |                                             |                                               |  |  |       |  |  | Carlo d'Asburgo-Teschen |  |  |                              |  |
|                                       |                         | Enrichetta di Nassau-Weilburg               | Federico Guglielmo di Nassau-Weilburg         |  |  |       |  |  |                         |  |  |                              |  |
|                                       |                         | Enrichetta di Nassau-Weilburg               | Federico Guglielmo di Nassau-Weilburg         |  |  |       |  |  |                         |  |  |                              |  |
|                                       |                         | Enrichetta di Nassau-Weilburg               | Luisa Isabella di Kirchberg                   |  |  |       |  |  |                         |  |  |                              |  |
| Federico d'Asburgo-Teschen            |                         | Enrichetta di Nassau-Weilburg               |                                               |  |  |       |  |  |                         |  |  |                              |  |
|                                       |                         | Giuseppe Antonio Giovanni d'Asburgo-Lorena  | Leopoldo II d'Asburgo-Lorena                  |  |  |       |  |  |                         |  |  |                              |  |
|                                       |                         | Giuseppe Antonio Giovanni d'Asburgo-Lorena  | Leopoldo II d'Asburgo-Lorena                  |  |  |       |  |  |                         |  |  |                              |  |
|                                       |                         | Giuseppe Antonio Giovanni d'Asburgo-Lorena  | Maria Luisa di Borbone-Spagna                 |  |  |       |  |  |                         |  |  |                              |  |
| Elisabetta Francesca d'Asburgo-Lorena |                         | Giuseppe Antonio Giovanni d'Asburgo-Lorena  |                                               |  |  |       |  |  |                         |  |  |                              |  |
|                                       |                         | Maria Dorotea di Württemberg                | Ludovico Federico Alessandro di Württemberg   |  |  |       |  |  |                         |  |  |                              |  |
|                                       |                         | Maria Dorotea di Württemberg                | Ludovico Federico Alessandro di Württemberg   |  |  |       |  |  |                         |  |  |                              |  |
|                                       |                         | Maria Dorotea di Württemberg                | Enrichetta di Nassau-Weilburg                 |  |  |       |  |  |                         |  |  |                              |  |
| Alberto Francesco d'Asburgo-Teschen   |                         | Maria Dorotea di Württemberg                |                                               |  |  |       |  |  |                         |  |  |                              |  |
|                                       | Alfredo, X duca di Croÿ | Augusto, IX duca di Croÿ                    |                                               |  |  |       |  |  |                         |  |  |                              |  |
|                                       | Alfredo, X duca di Croÿ | Augusto, IX duca di Croÿ                    |                                               |  |  |       |  |  |                         |  |  |                              |  |
|                                       | Alfredo, X duca di Croÿ | Anne-Victurnienne de Rochechouart-Mortemart |                                               |  |  |       |  |  |                         |  |  |                              |  |
| Rodolfo di Croÿ                       | Alfredo, X duca di Croÿ |                                             |                                               |  |  |       |  |  |                         |  |  |                              |  |
|                                       |                         | Eleonora di Salm-Salm                       | Costantino di Salm-Salm                       |  |  |       |  |  |                         |  |  |                              |  |
|                                       |                         | Eleonora di Salm-Salm                       | Costantino di Salm-Salm                       |  |  |       |  |  |                         |  |  |                              |  |
|                                       |                         | Eleonora di Salm-Salm                       | Maria Walpurga di Sternberg-Manderscheid      |  |  |       |  |  |                         |  |  |                              |  |
| Isabella von Croy                     |                         | Eleonora di Salm-Salm                       |                                               |  |  |       |  |  |                         |  |  |                              |  |
|                                       |                         | Eugène de Ligne d'Amblise et d'Epinoy       | Louis Eugène de Ligne                         |  |  |       |  |  |                         |  |  |                              |  |
|                                       |                         | Eugène de Ligne d'Amblise et d'Epinoy       | Louis Eugène de Ligne                         |  |  |       |  |  |                         |  |  |                              |  |
|                                       |                         | Eugène de Ligne d'Amblise et d'Epinoy       | Josefa Luisa van der Noote, contessa di Duras |  |  |       |  |  |                         |  |  |                              |  |
| Natalie de Ligne                      |                         | Eugène de Ligne d'Amblise et d'Epinoy       |                                               |  |  |       |  |  |                         |  |  |                              |  |
|                                       |                         | Nathalie de Trazegnies                      | Georges Philippe de Trazegnies                |  |  |       |  |  |                         |  |  |                              |  |
|                                       |                         | Nathalie de Trazegnies                      | Georges Philippe de Trazegnies                |  |  |       |  |  |                         |  |  |                              |  |
|                                       |                         | Nathalie de Trazegnies                      | Marie Louise de Maldeghem                     |  |  |       |  |  |                         |  |  |                              |  |
|                                       |                         | Nathalie de Trazegnies                      |                                               |  |  |       |  |  |                         |  |  |                              |  |